# Deportivo Irapuatense
Deportivo Irapuatense ist ein mexikanischer Fußballverein aus Irapuato im Bundesstaat Guanajuato. Der Verein war in der Saison 1959/60 für eine Spielzeit in der zweitklassigen Segunda División vertreten und spielte in den 1970er- und 1980er-Jahren über weite Strecken in der Tercera División.